# Харачой
Харачой (рос. Харачой) — село у Веденському районі Чечні Російської Федерації.
Населення становить 869 осіб (2019). Входить до складу муніципального утворення Харачойське сільське поселення.

## Історія
Згідно із законом від 20 лютого 2009 року органом місцевого самоврядування є Харачойське сільське поселення.

## Населення
| 2002 | 2010 | 2012 | 2013 | 2014 | 2015 | 2016 |
| ---- | ---- | ---- | ---- | ---- | ---- | ---- |
| 618  | ↗762 | ↗775 | ↗782 | ↗807 | ↗817 | ↗826 |
| 2017 | 2018 | 2019 |      |      |      |      |
| ↗840 | ↗855 | ↗869 |      |      |      |      |

## Відомі мешканці
- Гушмазукаєв Зелімхан  — відомий чеченський абрек.